# Edmond Piret-Goblet
Edmond Charles Joseph Piret, ook Piret-Goblet, (Namen, 19 september 1829 - Châtelet, 19 april 1915) was een Belgisch senator.

## Levensloop
Edmond was een zoon van Jean Piret, burgemeester van Gougnies en bestuurder van vennootschappen, en van Marie-Maximilienne Lemielle. Hij trouwde met Eugénie Goblet.
Gepromoveerd tot doctor in de rechten (1853) en tot kandidaat-notaris (1854) aan de Katholieke Universiteit Leuven. Hij vestigde zich als advocaat en pleitbezorger in Charleroi. Van 1878 tot 1905 was hij vrederechter voor het kanton Charleroi.
Hij was provincieraadslid van 1872 tot 1874. In 1874 werd hij liberaal senator en vervulde dit mandaat tot aan zijn dood:
- van 1874 tot 1900, als rechtstreeks verkozen senator voor het arrondissement Charleroi,
- van 1900 tot 1908, als provinciaal senator voor de provincie Henegouwen,
- van 1908 tot aan zijn dood, rechtstreeks verkozen senator voor het arrondissement Charleroi.

Piret was ook actief in het bedrijfsleven. Hij was voorzitter van:
- Laminoirs de Châtelet,
- Verreries des Hamendes.

Verder was hij bestuurder van:
- Manufacture de feutres et de chapeaux,
- Verreries du Donetz à Santovrinovska,
- Charbonnages, Mines et Usines de Gossoudariev-Bairak,
- Glaces du Midi de la Russie à Novocielkfka.